# Любанський район
Любанський район — адміністративна одиниця Білорусі, Мінська область.

## Адміністративний поділ
У Любанському районі налічується 197 населених пунктів, з них місто Любань та селище Уріччя. Всі села належать до 10-ти сільських рад:
- Комунарівська сільська рада → Заберезинець • Комуна • Константинівка • Красна Поляна • Красне • Кузьмичі • Куенка • Ніжин • Обоз • Сосни.
- Ляхівська сільська рада → Олександрівка • Борок • Горбач • Дубилівка • Жорівка • Запалля • Листянка • Ляхівка • Нові Юрковичі • Осовець • Піщанець-1 • Піщанець-2 • Сілець • Слобідка • Старі Юрковичі • Турок • Федорівка.
- Малогородятицька сільська рада → Великі Городятичі • Гуляєво • Дворець • Дворище • Дворище-хутір • Калинівка • Малі Городятичі • Паличин • Підгалля • Приклинець.
- Осовецька сільська рада → Заєльне • Зеленки • Костеши • Криваль • Навгольне • Озломль • Осовець • Пекличі • Переспа • Пласток • Плюсна • Тройчани • Трубятино • Чабуси • Яминськ.
- Реченська сільська рада → Білий Слуп • Берекаль • Борок • Вишеньки • Виння • Гірки • Дунці • Задонщина • Закальне • Залуг • Зарічки • Зоря • Засмужжя • Імховий • Котенін • Котовське • Кривортове • Криничне • Крюкове • Мости • Наліс • Нова Дуброва • Обчин • Островок • Відрадне • Погорілка • Підгай • Підліски • Пожарище • Речень • Північне Олое • Стара Дуброва • Південне Олое.
- Сорочиська сільська рада → Веречегощ • Озерне • Орлево • Паличне • Редьковичі • Сорочі • Чеченськ • Шипиловичі.
- Сосновська сільська рада → Бориків • Бояничі • Жали • Живунь • Загалля • Підлуг • Сосни • Старосік • Татарка • Ямне.
- Тальська сільська рада → Веженка • Дубники • Костюки • Переток • Таль.
- Уречська сільська рада → Доросино • Замошшя • Крупеники • Нежаровка • Ліски • Райдуга • Хотиново • Чапаєво.
- Юшковицька сільська рада → Ольхівка • Заболоть • Купники • Неволож • Прудищі • Раковищі • Смольгове • Юшковичи.

Ліквідовані сільські ради на території району:
- Доросинська сільська рада → Доросино • Замошшя • Ліски • Райдуга.
- Яминська сільська рада → Заєльне • Навгольне • Озломль • Переспа • Тройчани • Яминськ.

| Білорусь | Це незавершена стаття з географії Білорусі. Ви можете допомогти проєкту, виправивши або дописавши її. |